# ایونس (یوتا)
ایونس (به انگلیسی: Ivins) شهری در ایالت یوتا کشور ایالات متحده آمریکا است که جمعیت آن در سرشماری سال ۲۰۱۰ میلادی، ۶٬۷۵۳ نفر بوده‌است.